# Amenoncourt
Amenoncourt é uma comuna francesa na região administrativa do Grande Leste, no departamento de Meurthe-et-Moselle. Estende-se por uma área de 7.23 km², e possui 80 habitantes, segundo o censo de 2018, com uma densidade de 11 hab/km².